# Gaston V van Béarn
Gaston V van Béarn (overleden op 30 april 1170) was van 1153 tot aan zijn dood burggraaf van Béarn, Gabardan, Brulhois en Gabarret.

## Levensloop
Gaston V was de zoon van burggraaf Peter II van Béarn en Matella van Baux.
In 1153 volgde hij zijn overleden vader op als burggraaf van Béarn, Gabardan, Brulhois en Gabarret. Wegens zijn minderjarigheid werd hij onder het regentschap geplaatst van zijn grootmoeder Guiscarda. Na haar overlijden in 1154 stelde het parlement van Béarn Gaston onder de voogdij van graaf Raymond Berengarius IV van Barcelona. Hierdoor werd het voorheen de facto onafhankelijke Béarn een vazalstaat van het koninkrijk Aragón.
Nadat Gaston meerderjarig verklaard werd, huwde hij in 1165 met Sancha (1148-1176), dochter van koning García IV van Navarra. Het huwelijk bleef echter kinderloos.
Aan het einde van zijn leven trok hij zich terug in een klooster van de Orde van Sint-Jan, waar Gaston V in april 1170 stierf. Zijn bezittingen werden geërfd door zijn zus Maria.